# Maria Anzbach
Maria Anzbach (tidigare skrivet Maria-Anzbach) är en ort och kommun  i Österrike. Den ligger i distriktet Sankt Pölten-Land i förbundslandet Niederösterreich, 30 kilometer väster om huvudstaden Wien.
Kommunen består av 16 orter (Ortschaften) (inom parentes invånarantal 1 januari 2024):

- Burgstall (148)
- Furth (86)
- Groß Raßberg (249)
- Gschwendt (54)
- Götzwiesen (90)
- Hof (14)
- Hofstatt (256)
- Klein Weinberg (10)
- Knagg (41)
- Maria Anzbach (1 588)
- Meierhöfen (235)
- Oed (51)
- Pameth (11)
- Unter Oberndorf (414)
- Winkl (7)
- Winten (22)